# Solena
Solena — рід морських двостулкових молюсків з родини колодочкових (Solenidae).

## Види
Містить два види:
- Solena obliqua (Spengler, 1794)
- Solena rudis (C. B. Adams, 1852)